# Luxemburgizmus
A luxemburgizmus a kommunizmusnak Rosa Luxemburg (1870–1919) munkásságában összegződő és elgondolásain alapuló forradalmi elmélete, amely a Lenin képviselte bolsevizmus dominanciájával szemben az internacionalizmusra, a kommunizmus és a szociáldemokrácia nemzetközi összefogására helyezte a hangsúlyt.
A németországi emigrációban élő Rosa Luxemburgnak és követőinek az 1890-es évek végétől kibontakozó politikai krédója a munkástanácsokra épülő államrend (ennyiben hasonló a tanácskommunizmushoz) és a parlamentáris demokrácia együttélése, az orosz parlamentarizmus szétzúzásának kritikája, illetve a lenini teljhatalmú párt – mint ideológiailag felvértezett, a hatalmat megszerző kisebbség – koncepciójának elutasítása volt.
Noha az 1910-es évek európai baloldali mozgalmaiban még nagy hatása volt az eszmeirányzatnak, s követői, a Spartakus-szövetség (Spartakusbund) között találjuk Karl Liebknechtet és másokat, 1924-ben, a Komintern V. Világkongresszusán a luxemburgizmust mint a bolsevizmussal összeegyeztethetetlen, téves politikai utat megbélyegezték. Ezt követően a szovjet befolyás alatt álló területen mint tévtant tartották számon, s csak a nyugati baloldali mozgalmakban jelentkeztek nagyobb hatású követői (például az Amerikai Egyesült Államokban Daniel Singer és Eric Chester).